# Igor Venyegyiktovics Plotnyickij
Igor Venyegyiktovics Plotnyickij (oroszul: И́горь Венеди́ктович Плотни́цкий, ukránul: Ігор Венедиктович Плотницький; 1964. június 26. –) orosz nemzetiségű ukrán politikus, az önhatalmúlag kikiáltott, nemzetközileg el nem ismert Luganszki Népköztársaság vezetője volt 2014. augusztus 14. és 2017. november 24. között.